# Lingua khorasani
La lingua khorasani o turco khorasani (Xorasan Türkçesi, ترکی خراسانی, Torki-e Khorasani), o anche Turco Qizilbash, è una Varietà (linguistica) della Famiglia linguistica delle Lingue turche.
È la lingua parlata in Iran nelle province del Khorasan settentrionale e del Razavi Khorasan. Praticamente tutti i locutori Khorasani sono bilingue, parlando anche il Persiano.

## Distribuzione geografica

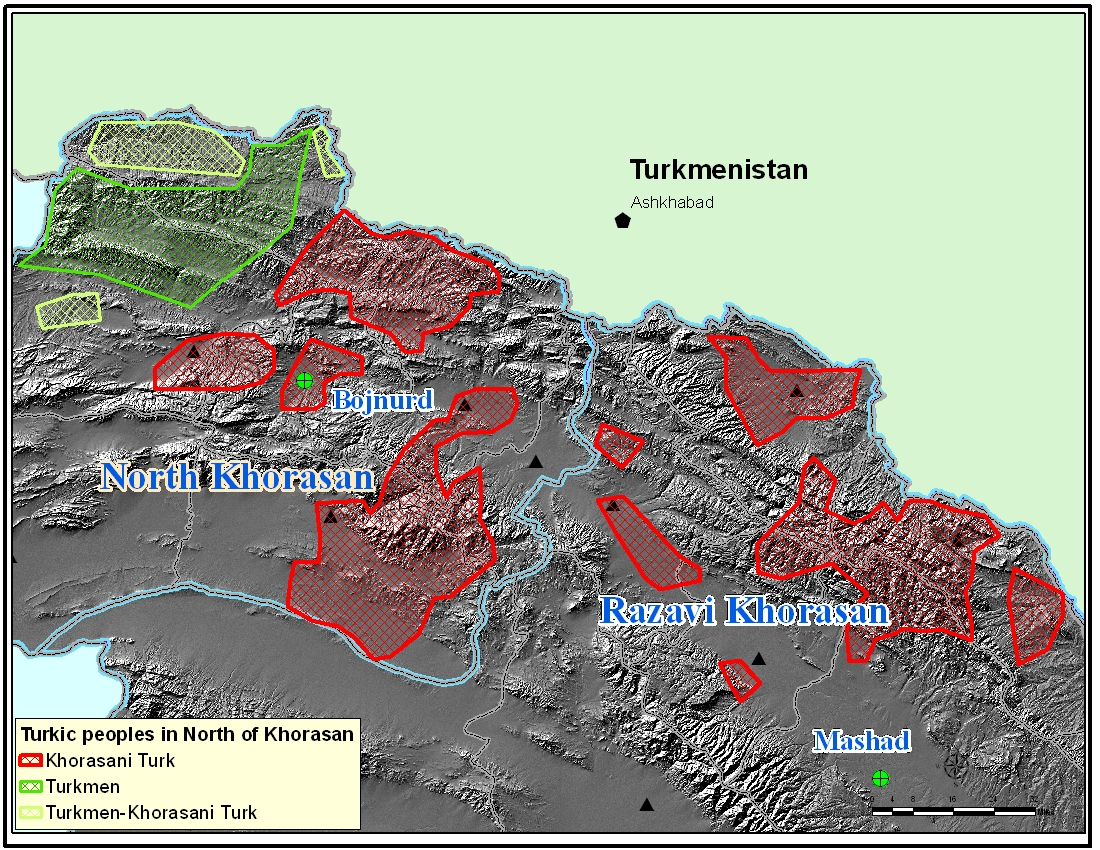
Popolazioni Turche nel Nord Khorasan e Razavi Khorasan. I Khorasani sono rappresentati in rosso. Mancano le popolazioni Turche che vivono nell'ovest e nel sud (Nishapur, Sabzevar, ecc.).

Come già detto, il Khorasani viene parlato nelle province Iraniane del Khorasan settentrionale, nei pressi di Bojnourd, e nel Razavi Khorasan, vicino a Sabzevar e Quchan. Se si considera il dialetto Oghuz dell'Uzbeco come un dialetto del Khorasani, l'estensione della lingua arriva fino all'Uzbekistan.

## Dialetti
Il Khorasani viene suddiviso in tre dialetti Settentrionale (parlato nel Khorasan settentrionale zona di Quchan), Meridionale (a Sabzevar) e Occidentale nella zona di Bojnourd. Per alcuni linguisti l'Oghuz parlato in Uzbekistan è da considerarsi un altro dialetto del Khorasani.

## Classificazione interna
Secondo la classificazione di Aleksandr Samojlovič, il Khorasani apparterrebbe al Gruppo Oghuz della famiglia linguistica delle Lingue turche, insieme al Turco, l'Azero, il Turkmeno, il Tataro di Crimea, l'Urum, il Qashqai, il Salar, il Gagauzo, Khalaj e alcune lingue estinte.
Secondo Ethnologue.com, invece, la lingua apparterrebbe al gruppo delle Lingue turche meridionali della famiglia linguistica delle Lingue turche, sottogruppo delle Lingue turche propriamente dette, insieme al Turco, il Turkmeno, il Tataro di Crimea, il Gagauzo e la Lingua turca gagauza balcanica.

## Storia della lingua
I Turchi del Khorasan sono i discendenti dei Seljuk, un insieme di tribù Oghuz che fondarono nell'XI secolo, uno Stato sulle sponde del Syr Darya. In seguito, conquistarono il Khorasan. Una parte dei Selgiuchidi continuarono la loro strada verso l'ovest, e divennero gli avi degli Azeri, degli Ottomani e degli Oghouz del Sud: i Qashqai, gli Afshar e i Turcomanni dell'Iraq. Il Khorasan è la lingua delle tribù che restarono all'Est.